# Georgi Tringov
Georgi Tringov (em búlgaro:  Георги Пеев Трингов) foi um jogador de xadrez da Bulgária, com diversas participações nas Olimpíadas de xadrez. Tringov participou das edições de 1956, 1958, 1962, 1964, 1966, 1968, 1970, 1978, 1980 e 1982. Individualmente, conquistou as medalhas de ouro (1968 e 1978) no segundo e terceiro tabuleiro, prata (1958) no primeiro tabuleiro reserva e bronze (1956) no quarto tabuleiro. Por equipes, ganhou a medalha de bronze em 1968.